# Asesinato de Alvaro Ussía
El asesinato de Álvaro Ussía Caballero' o Caso Ussía hace referencia al asesinato ocurrido en Madrid, ciudad capital de España, en la madrugada del sábado 15 de noviembre de 2008 a causa de una reyerta en la antigua discoteca "El Balcón de Rosales"
El 28 de marzo de 2011, la Audiencia Provincial de Madrid dictaminó como culpables a Antonio Sánchez Serrano, alias Pitoño y a David Sancio y David Alonso en calidad de coautores de homicidio. El primero a 15 años de prisión y a los otros dos a cinco años.

## Los hechos
Álvaro Ussía, de 18 años se dirigía con un grupo de amigos y su primo, el viernes 14 de noviembre de 2008 a la discoteca conocida como Balcón de Rosales. 
Según se narran los hechos, sobre las 5:30 h, Álvaro «se encontraba bailando en la pista en compañía de dos de ellos» y en un momento, Álvaro empuja bromeando a uno de sus amigos, provocando que este empujara sin querer a una chica joven que se encontraba bailando cerca de ellos, ocurriendo la primera laguna del suceso, ya que se decía que esta chica era novia de uno de los porteros y al ocurrir esto, avisa que los saquen del local y entre ambas partes se cruzan insultos.

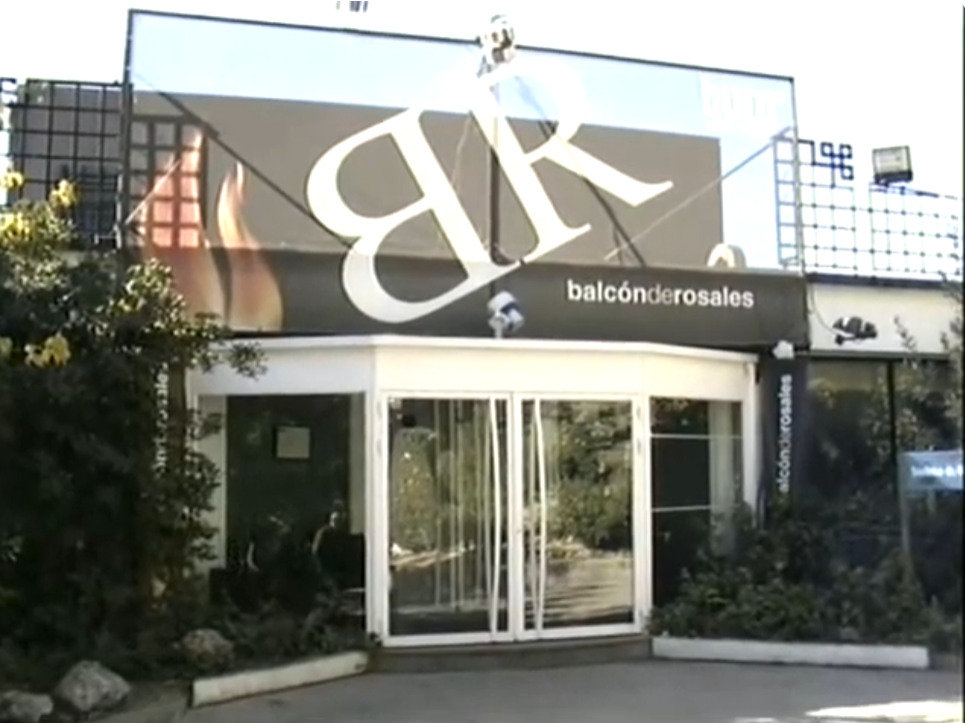
Discoteca "Balcón de Rosales", lugar donde Álvaro Ussía perdió la vida a manos de los porteros.

Según el testimonio de los amigos y primo de Álvaro fue que tres de los porteros vuelven «hacia donde estaba Álvaro, y empezaron a golpearlo». Uno de los porteros, conocido como Rodrigo le hace un barrido a Álvaro, propinándole varias patadas cuando ya estaba en el suelo mientras que otro de los porteros conocido como Pitoño, comenzó a darle puñetazos en distintas partes del cuerpo a Álvaro como los laterales del pecho durante unos minutos y luego abandonaron a la víctima cuando esta quedó inconsciente. 
Tras esto, los porteros volvieron a entrar a la discoteca y los amigos de Álvaro llamaron a la policía. Esta secuencia es contada también a la Policía por uno de los porteros, David, aunque después no se reafirmó en sus declaraciones en sede judicial. David es quien reafirmó a Pitoño y reconoce como otros testigos la existencia del barrido a Álvaro. 
También asegura que antes de que Toño cayese «a plomo con su rodilla sobre su pecho», los encargados de la discoteca le golpearon y le asestaron «una brutal paliza en la que le patearon la cabeza».
Conforme se iban agregando datos para saber exactamente que sucedió, se informó a la Policía que uno de los porteros que golpeó a Álvaro fue el novio de la chica que dio aviso a estos, pero esto no sale en ningún documento que la mujer avisó a a su novio ni a ningún portero.
Pero, según testimonios de la chica, Álvaro no la empujó sino que fue a otra chica. Esta joven indica que vio cómo el grupo de Álvaro "molestaba" a una adolescente rubia, como ella. Y lo único que hizo fue acercarse para separarlos y alejarse del lugar, por lo que no pudo ver ningún tipo de agresión ni tampoco avisó a los porteros.
Alrededor de las 5:35 h, llega una patrulla de la Policía Municipal a la discoteca. 
Álvaro ya se encontraba inconsciente en el suelo y fue llevado a una zona verde cercana a la entrada. Antes se le maniobró los primeros auxilios gracias a un joven socorrista y luego por parte de unos sanitarios auxiliares hasta que llega el SAMUR.
Se recogen en el sumario las lesiones que sufrió Álvaro. Los testigos de aquella noche dicen que los porteros golpearon a Ussía contra una barandilla y terminó cayendo al suelo tras recibir una zancadilla, y cuando ya estaba en el suelo se ensañaron con el pateándole la cabeza, la espalda y el estómago. Luego, el portero conocido como Pitoño se tiró encima de él dándole con la rodilla sobre sus costillas y sus pulmones.
Es en la autopsia que se le realiza donde se revela lo que sufrió: rotura cardíaca traumática, lo que significa que una de las costillas le partió el corazón.
A las 6:30 h, Álvaro, en estado crítico, ingresa en el Hospital Clínico San Carlos en Moncloa, falleciendo poco después. Allí estaban sus amigos, su primo y su madre, quienes recibe la triste noticia. 
Mientras tanto, la Policía sigue realizando avances en la investigación y lo que ocurrió realmente esa noche. 
El primo que acompañaba a Álvaro esa noche indica que «las personas que agredieron a su primo eran los porteros de la discoteca, que aún se encuentran en el interior». 
Es por ello que uno de los agentes se pone en contacto con el encargado de la sala, quien dice a la Policía que no conocía la identidad de los porteros, pero sí que pertenecen a la empresa de seguridad Fortesa. Los agentes insisten, hasta que el encargado de la sala les indica que sólo sabe que uno de los porteros se llama Toño e intentan comunicarse con él por Teléfono pero lo tenía apagado.

## La Víctima
Álvaro Ussía Caballero (Madrid, 8 de junio de 1990 - Madrid, 15 de noviembre de 2008) fue un estudiante español de 18 años de edad y víctima de homicidio. Ussía Caballero nació en Madrid el 8 de junio de 2008. Era el segundo hijo del matrimonio de Antonio Luis Ussía y Beatriz Caballero.
Álvaro residía en el barrio de Aravaca junto a sus padres, hermanos y tíos. Asistió al colegio Monte Tabor de Pozuelo de Alarcón realizando el bachillerato de dicha institución.
A los 15 años, había perdido a su padre, lo que le terminó afectando mucho a tal hecho de que abandonó los estudios y terminó repitiendo curso, sin embargo, poco a poco comenzó a sentirse mejor y planeaba estudiar tras terminar bachillerato la carrera de derecho, al igual que hizo su padre.
Tenía una novia llamada María, con la que estudiaba en el mismo instituto y llevaban un tiempo antes del asesinato.
Luego de su muerte, sus restos fueron trasladados al Instituto anatómico forense para la autopsia y posteriormente fue enterrado en el Cementerio de San Justo.

### Los Imputados
Alrededor de las 12:30h, Los porteros señalados como presuntos autores de tal hecho se presentan en las dependencias del Grupo V de Homicidio y es que desde El Balcón de Rosales a Fortesa les aconsejaron que se entregasen antes de ser capturados.
Cinco porteros prestan declaración, de los cuales tres quedan detenidos e imputados por homicidio: 
- Antonio Sánchez Serrano. (conductor y transportista)
- David Alonso de Aubarede (estudiante de Educación Física)
- David Sancio Gutiérrez (empleado en un laboratorio)

Todos ellos tienen entre 25 y 32 años.
Sobre las 18:30 h y tras la realización de numerosas tomas y el testimonio de varios testigos de esa fatídica noche, llegan a la conclusión de la brutalidad de la paliza y se señala a Pitoño como el principal autor y el que comenzó con la pelea.
La declaración que se les tomó a los acusó duro aproximadamente 5 horas: Antonio S.S. comentó que fue un accidente, ya que según cuenta, subió a la parte superior del local cuando fue aviso de que dos jóvenes se peleaban y al mediar entre ambos, Álvaro se cae al suelo y encima, se cae él. No comenta con que terminó golpeándole pero hizo hincapié en su peso.
Sus dos compañeros se desmarcaron de la pelea y uno de los acusados, incriminó a Antonio con la Policía, ya que dijo que Antonio le hizo un barrido y se tiró a su pecho presionando la rodilla contra él aunque luego cambió de versión ante el juez y dijo que ni él ni ninguno de los porteros pegó a Álvaro. Sin embargo, la versión que dan los testigos es completamente distinta ya que califican esta acción como violencia desproporcionada al sacar a Álvaro de la discoteca, aunque algunos testigos se contradicen ya que acusan a Antonio y David como los que sacaron a Álvaro por la fuerza y otros comentan que fue Pitoño ya que iba con ropa de calle y este no intervino dentro de la discoteca ya que los otros dos vestían de traje negro, 
Los testigos siguen comentando que a las afueras del local, Álvaro termina recibiendo un gancho en la cara y es agarrado de forma brusca por el cuello y que llega a enviar un SMS a su primo para que se fueran juntos a casa, pero Álvaro comienza a insultar a los porteros y a recriminar a un amigo que por su culpa otra vez los habían echado de la discoteca. 
Tras esto, fue que los cuatro porteros se lanzaron contra él , uno de ellos realizándole un barrido para tirarlo al suelo, otros dos optan por irse de la zona y otros dos le pateen la cabeza.

## Juicio
A las 10 de la mañana del 1 de marzo del año 2011, comenzó el juicio contra los tres porteros por la muerte de Álvaro Ussía.
El juicio por el homicidio del joven Álvaro Ussía en noviembre de 2008 ha revelado diferentes versiones de los hechos entre los acusados, generando contradicciones importantes. Antonio Sánchez, alias 'Pitoño', principal acusado del homicidio, aseguró que Álvaro Ussía salió a la calle borracho, nervioso e insultando a todos. Negó haberle agredido y afirmó que Ussía se resbaló o tropezó, negando también haberle aplastado el pecho con la rodilla, como sostiene la acusación. Pitoño explicó que se acercó a Ussía para evitar una pelea y separarlo de un amigo con el que estaba forcejeando. Alegó que intentó ayudar a Ussía cuando este sufrió convulsiones, poniéndolo en posición lateral para que no vomitara. Negó haber hecho un barrido o haberse lanzado sobre el joven, afirmando que su peso era de unos 95 kilos y que se enteró de la muerte de Ussía al día siguiente.
Sin embargo, los coacusados David S. y David A., quienes enfrentan cargos como cooperadores necesarios, contradijeron esta versión. David Sancio declaró que vio a 'Pitoño' poner la rodilla en el pecho de Álvaro y darle bofetadas, aunque luego matizó que realmente no vio a 'Pitoño' tirarse "a plomo" sobre él. David Alonso también testificó que 'Pitoño' se arrodilló sobre Álvaro, agarrándolo por la muñeca y pidiéndole que se calmara.
La fiscalía sostiene que Sánchez, con ayuda de los otros dos acusados, tumbó a Álvaro al suelo intencionalmente y se arrodilló sobre su pecho, lo cual provocó una ruptura traumática del corazón del joven, causándole la muerte. El juicio también abordó la admisión de una nueva prueba pericial solicitada por la fiscal, la cual fue aprobada a pesar de las objeciones de la defensa.
La defensa de 'Pitoño' argumentó que su cliente no tuvo la intención de matar y que Álvaro falleció una hora después de los hechos debido a un masaje cardiaco que le fue practicado. Además, señaló que existía un informe toxicológico que indicaba el consumo de drogas por parte de la víctima, oponiéndose a la nueva prueba pericial solicitada.
En la siguiente sesión, los miembros del SAMUR que atendieron a Álvaro Ussía la noche de su muerte testificaron en el juicio ya que este testimonio sigue a las declaraciones de los policías que insinuaron la posible implicación de un cuarto portero en los hechos. Los sanitarios del SAMUR han desestimado la teoría de la defensa de Pitoño, que sostiene que la muerte de Ussía pudo deberse a un masaje cardiaco.
Uno de los sanitarios en declarar afirmó con rotundidad que "jamás se ha partido un corazón en una reanimación cardiaca". Aseguró que Ussía entró en parada cardiorrespiratoria al ser trasladado del suelo a la camilla del SAMUR y que fue encontrado inconsciente en posición lateral de defensa. Indicó que Ussía tenía un ritmo cardiaco de 140 pulsaciones por minuto, lo que supone una taquicardia, y que sus pupilas cambiaban de tamaño espontáneamente. A pesar de las maniobras de reanimación, Ussía falleció a las siete de la madrugada debido a la rotura del corazón.
La médica del SAMUR coincidió en que es improbable que un masaje cardiaco cause la rotura del corazón, afirmando que "jamás he leído nada al respecto". Describió cómo, durante el traslado al hospital, Ussía recuperó el pulso central pero no el periférico y que fue encontrado vestido y sin hipotermia. A lo largo del trayecto, se le administraron antídotos de droga por si había consumido cocaína u otros estupefacientes.
En la sesión anterior, los agentes del Grupo V de Homicidios de la Jefatura Superior de Policía de Madrid insinuaron la posible implicación de un cuarto portero, Rodrigo R. L., identificado como monitor de gimnasio. Aunque sospechan de su implicación, no pudieron demostrar su presencia en la escena del crimen.
Finalmente, tras varias sesiones, la Audiencia Provincial de Madrid condenó a Pitoño, a 15 años de prisión por homicidio con el agravante de abuso de superioridad. Los otros dos porteros involucrados, David Sancio y David Alonso, fueron condenados a cinco años de prisión cada uno.
El tribunal consideró que Pitoño cometió una "agresión brutal y despiadada con total desprecio hacia la vida de otra persona". El fallo detalla que, el 15 de noviembre de 2008, Ussía tuvo un incidente en la discoteca El Balcón de Rosales, donde trabajaban los condenados como porteros. Tras ser expulsado y protestar, Pitoño derribó a Ussía y se arrojó sobre su pecho, causándole una rotura traumática del corazón que resultó en su muerte. Los otros dos porteros impidieron que los amigos de Ussía acudieran en su ayuda, contribuyendo así a su muerte.
La sentencia también incluye la inhabilitación de Pitoño para honores, empleos y cargos públicos, y el pago de las costas del proceso, así como la inhabilitación de los otros dos porteros para ejercer como vigilantes de seguridad durante cinco años. La defensa de Pitoño ha anunciado que recurrirá la sentencia al Tribunal Superior de Justicia de Madrid, alegando falta de pruebas.
El tribunal enfatiza que Pitoño actuó con dolo eventual, consciente del peligro de su acción y del uso de su superioridad física sobre Ussía, quien estaba ebrio y en una situación de desventaja frente a los tres porteros.

## Repercusión mediática
Tras este terrible asesinato, se realizaron reportajes y entrevistas en televisión a amigos y familiares de Álvaro Ussía. 
Televisión Española sacó un reportaje en su programa Informe semanal titulado Porteros sin control el 22 de noviembre de 2008 relatando la crónica de lo que ocurrió aquella noche y las medidas que se tomaron a raíz de este asesinato.
También se realizó en Espejo Público un reportaje sobre lo que ocurrió aquella noche y la pedida de justicia para el caso de Álvaro.

## Consecuencias y homenajes

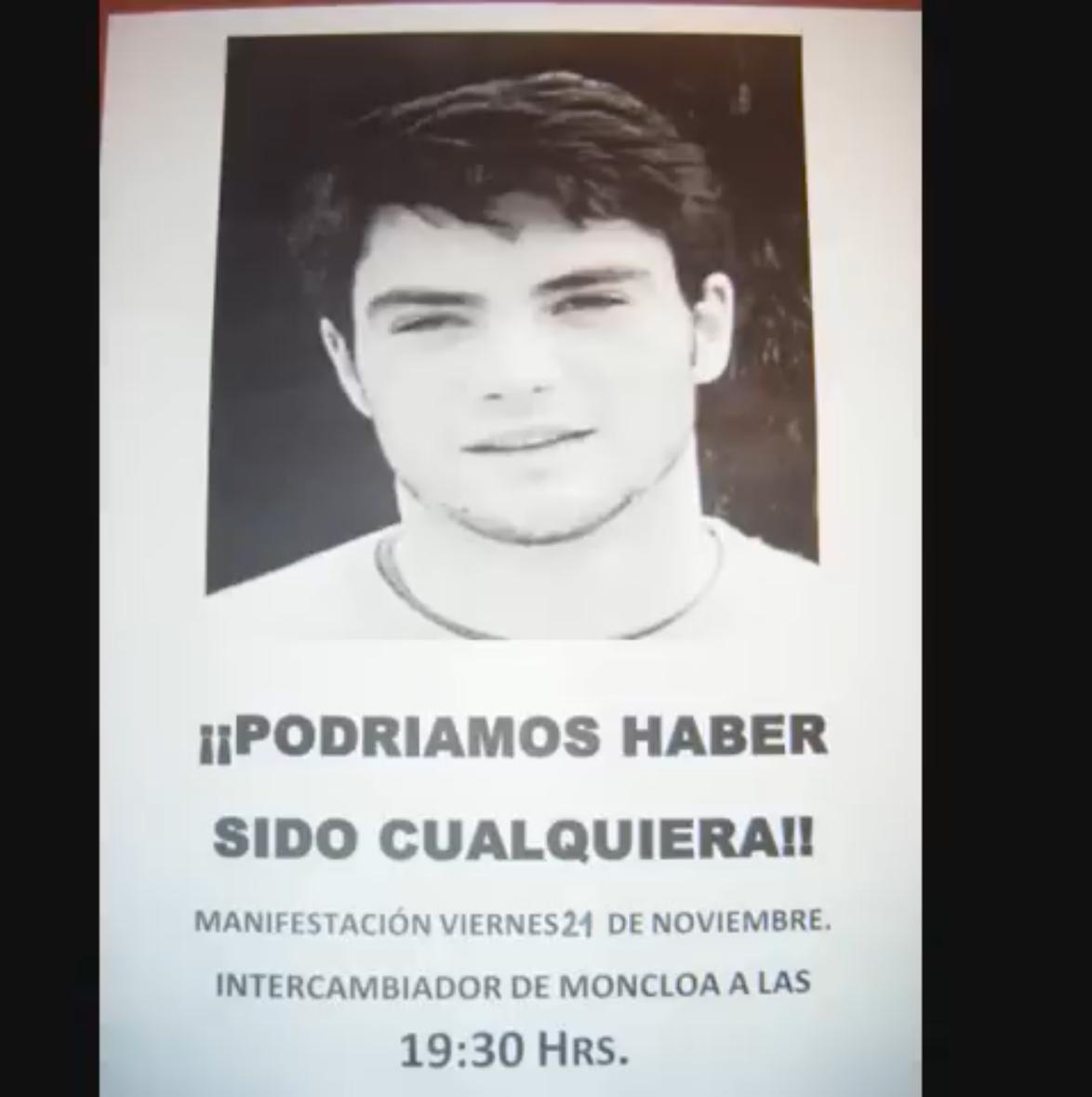
Cartel que convocaba una manifestación pacífica a puertas del Balcón de Rosales donde sucedieron los hechos.

El día 21 de noviembre del 2008 se convocó una manifestación por la tarde a puertas de la discoteca Balcón de Rosales donde acudieron miles de personas para rendir homenaje a Álvaro Ussía.
Entre los asistentes se encontraba su familia, sus compañeros de clase del Colegio Monte Tabor, el Delegado de Juventud del Arzobispado de Madrid y algunos capellanes de este. 

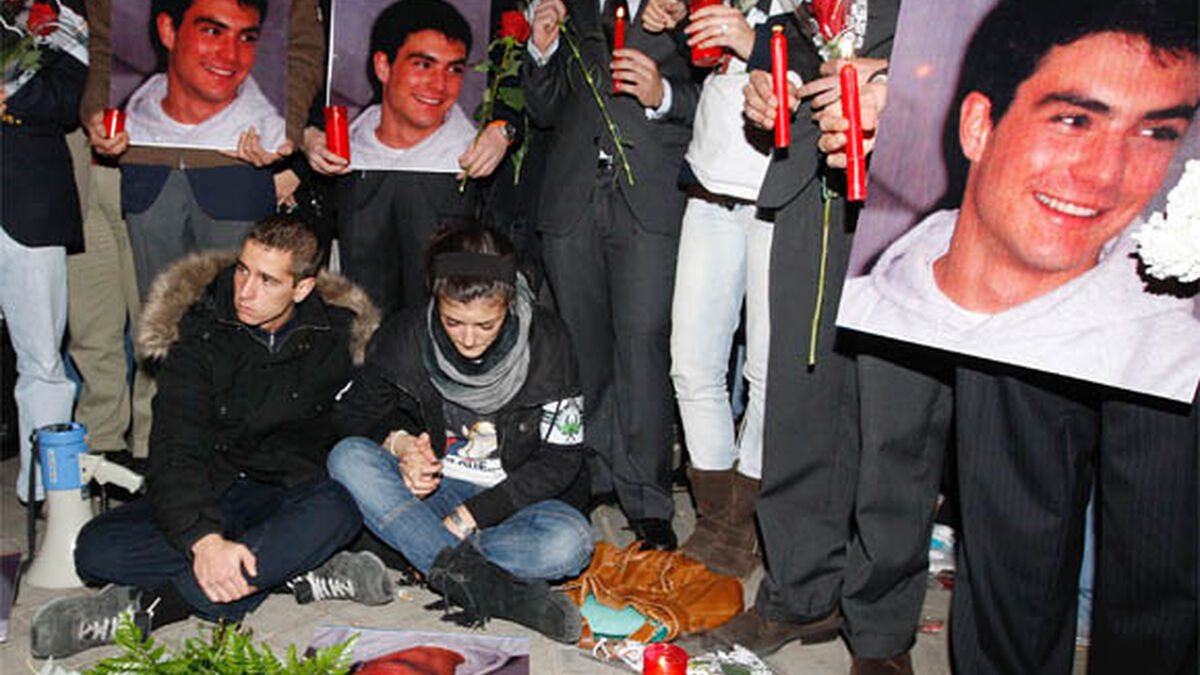
Jóvenes se manifiestan tras el asesinato de Alvaro Ussía.

Se realizaron 5 minutos de silencio tras la lectura de algunos pasajes de la biblia y tras ello, algunos amigos cercanos de Álvaro leyeron en voz alta algunas cartas dirigidas hacia él. 
Antes de terminar el acto, se había hecho un pequeño altar improvisado donde se colocó una corona de flores y poco a poco la gente que fue al acto se irían acercando para dejar algunas flores y velas.
Tras esto, se dio unos aplausos espontáneos dando así por finalizado la concentración. Entre las personas que asistieron a la concentración se encontraba la Presidenta de la comunidad de Madrid Esperanza Aguirre, que estuvo durante todo este homenaje junto a la madre y hermana de Álvaro. y también se encontraban los padres de Sandra Palo.
Tras el fallecimiento de Ussía, varios sindicatos como la asociación de porteros profesionales, el movimiento contra la intolerancia y el Defensor del menor de la Comunidad de Madrid solicitaron que se remodelase y se regulara la profesión de portero, por lo que el Consejo de Gobierno de la Comunidad de Madrid aprobó un decreto que regule la actuación de los porteros de bares, discotecas y lugares de espectáculos públicos. Entre las novedades destacadas, se incluye la obligación de que los porteros pasen unas pruebas que consisten en un examen psicotécnico y otro de conocimientos. Además, no deberán haber sido condenados por delitos contra las personas o el patrimonio, además el Alcalde de Madrid de ese entonces, Alberto Ruiz Gallardón prometió el aumento de seguridad en las discotecas y que se realice un control e informe sobre todas las denuncias que se realizaron sobre el Balcón de Rosales.

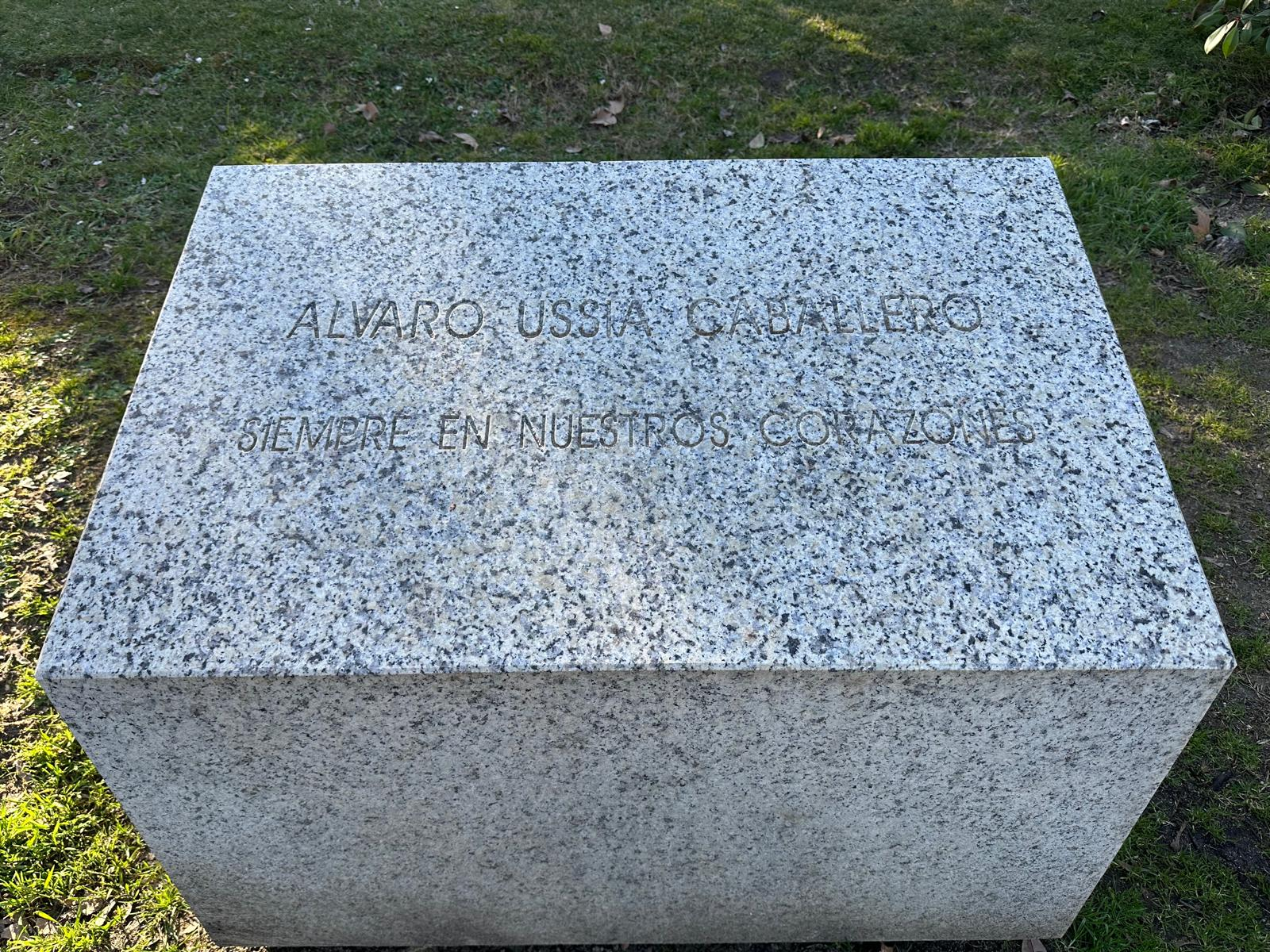
Roca de granito para Álvaro Ussía

Finalmente, el ayuntamiento de Madrid, clausuró El balcón de Rosales donde se produjo el asesinato junto a otros cuatro locales, a pesar de que tenía varias denuncias acumuladas desde 2005 y el 12 de octubre de 2008, 34 días antes del fatídico día, recibió una notificación de cierre que jamás llegó al ayuntamiento. 

Aproximadamente un año después, el Ayuntamiento de Madrid instala una roca de granito en el parque de la avenida de Valdemarín como homenaje, en el lugar donde solían reunirse con sus amigos por las tardes. 

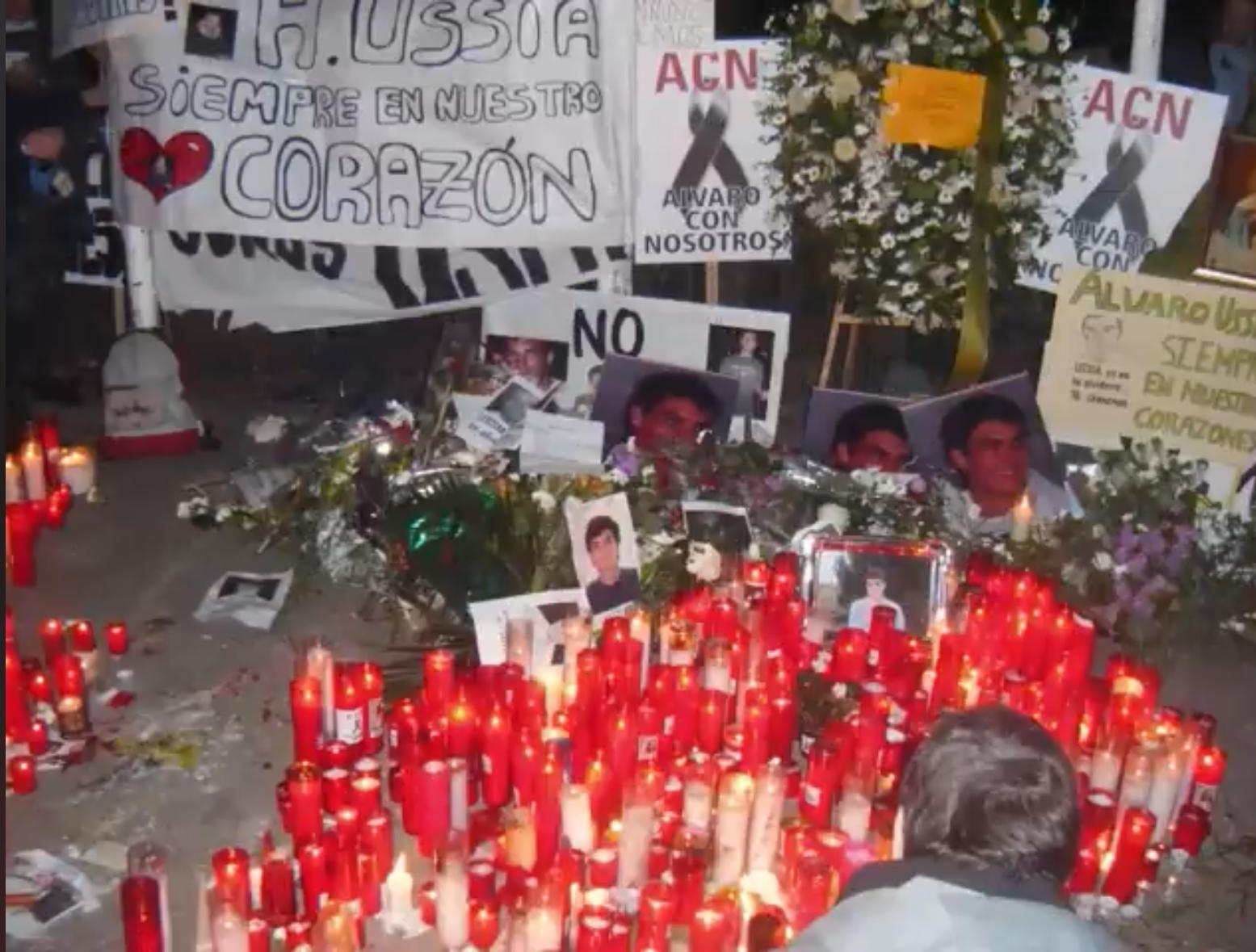
Carteles y altares frente al Balcón de Rosales en honor a Álvaro Ussía.

El alcalde de Madrid, tras la clausura de la discoteca comentó que se utilizaría ese espacio como una Biblioteca, sin embargo, debido a que al lado se encontraba el Teleférico de Madrid y el ruido de las máquinas era incompatible con la creación de una biblioteca, la idea fue descartada, pasando finalmente este espacio al propio teleférico.